# حامد رضا كاظمي
حامد رضا كاظمي (6 مايو 1992 بأصفهان في إيران - ) هو لاعب كرة قدم إيراني في مركز الوسط. لعب مع نادي سباهان أصفهان ونادي صبا قم وSanaye Giti Pasand F.C. ‏.

## وصلات خارجية
- حامد رضا كاظمي على موقع قاعدة بيانات كرة القدم.إي يو (الإنجليزية)
- حامد رضا كاظمي على موقع Soccerway.com (الإنجليزية)